# Abacavir
Pour les articles homonymes, voir ABC.
L'abacavir (ABC) est un inhibiteur nucléosidique très puissant de la transcriptase inverse, pour le traitement de l'infection au VIH. L'abacavir est capable de franchir la barrière hémato-encéphalique. Il est plutôt bien toléré ; le principal effet secondaire est une réaction d'hypersensibilité, qui peut être dangereuse.
Les souches sensibles à la zidovudine ou à la lamivudine sont généralement sensibles à l'abacavir, tandis que celles résistantes à la zidovudine et à la lamivudine ne sont pas très sensibles à l'abacavir. L'abacavir est donné per os et a une grande biodisponibilité (83 %). Il est principalement métabolisé par l'alcool déshydrogénase qui transforme l'alcool primaire en 5' en acide carboxylique ou la glucuronosyltransférase.
Le médicament est commercialisé sous la marque Ziagen (GlaxoSmithKline) et comme association Trizivir (GlaxoSmithKline) et Kivexa (GlaxoSmithKline). L'abacavir se retrouve également dans une formulation 3 en 1, Triumeq (ViiV Healthcare) qui lui associe la lamivudine et l'inhibiteur d'intégrase dolutégravir.

## Mécanisme d'action
L'abacavir est un inhibiteur nucléosidique de la transcriptase inverse (INTI). C'est un puissant inhibiteur sélectif, actif sur le VIH-1 et VIH-2. L'abacavir est métabolisé au niveau intracellulaire en son métabolite actif, le carbovir 5'-Triphosphate (TP). Les études réalisées in vitro ont démontré que son mécanisme d'action sur le VIH est lié à une inhibition enzymatique de la transcriptase inverse, par blocage de l'élongation de la chaîne d'ADN au niveau de la transcriptase inverse et interruption du cycle de réplication virale. En culture cellulaire, l'association de l'abacavir avec des inhibiteurs nucléosidiques de la transcriptase inverse (INTI) (didanosine, emtricitabine, lamivudine, stavudine, ténofovir ou zidovudine), des inhibiteurs non nucléosidiques de la transcriptase inverse (INNTI) (névirapine), ou des inhibiteurs de protéases (IP) (amprénavir), n'a pas eu d'effet antagoniste sur l'activité antivirale de l'abacavir.

## Effets secondaires
Dans 5 à 10 % des cas, survient dans les semaines après l'introduction du médicament un syndrome d'hypersensibilité comportant une fièvre, une éruption cutanée, un essoufflement, des symptômes digestifs, le tout imposant l'arrêt du traitement et totalement réversible alors. Cette réaction semble étroitement en rapport avec la présence de l'allèle HLA-B*5701qui est constamment recherché chez le patient lors du bilan pré-thérapeutique.
Il existe également un risque augmenté de faire un infarctus du myocarde chez les patients traités.

## Divers
L'abacavir fait partie de la liste des médicaments essentiels de l'Organisation mondiale de la santé (liste mise à jour en avril 2013).